# Luis Chávez Orozco
Luis Chávez Orozco (Irapuato, Guanajuato), 28 de mayo de 1901 - Ciudad de México, 16 de septiembre de 1966), fue un profesor, sindicalista, funcionario público e historiador mexicano. Fue promotor de la educación socialista, y destacado precursor de la historiografía social y económica moderna de México.

## Biografía
Luis Chávez Orozco cursó sus primeros estudios en el Instituto Sollano y en la Preparatoria de León, Guanajuato. Su interés por el pasado mexicano le llevó a formarse como historiador autodidacta. Fue profesor de Historia Moderna en la Escuela Nacional de Maestros en 1933, donde fue uno de los impulsores de la “educación socialista”. Trabajó en la Secretaría de Relaciones Exteriores como jefe de Prensa y Publicidad, bajo la dirección de Genaro Estrada. 
En 1935 fue nombrado jefe del departamento de Bibliotecas de la Secretaría de Educación Pública (México), en donde coincidió con José Mancisidor, Rafael Ramos Pedrueza y Germán List Arzubide; posteriormente fue subsecretario de Educación (1936-1938); y jefe del Departamento Autónomo de Asuntos Indígenas (1938-1940), y como tal presidió el Primer Congreso Indigenista Interamericano, que se realizó en Pátzcuaro en 1940. De ahí se derivó la creación del Instituto Nacional Indigenista (hoy Comisión Nacional para el Desarrollo de los Pueblos Indígenas), que impulsó junto con Alfonso Caso, Moisés Sáenz y Manuel Gamio.
En 1941 fue embajador de México en Honduras. A su regreso participó en la organización del Sindicato Nacional de Trabajadores de la Educación, del cual fue secretario general del Comité Ejecutivo Nacional en diciembre de 1943 hasta su renuncia, en 23 de julio de 1945, en el contexto de una grave crisis en el sindicato y por diferencias con la línea impuesta por Vicente Lombardo Toledano. Posteriormente se retiró de la vida sindical y política, y desempeñó diversas labores burocráticas. El presidente Adolfo Ruiz Cortines le dio su apoyo, nombrándolo como asesor, para que pudiera dedicarse a la investigación histórica. Mantuvo este puesto hasta su fallecimiento en 1966.

## Obra
Chávez Orozco fue autor del primer libro de texto de historia, Historia patria (1934), para tercer grado, con el que pretendía “proporcionar a la niñez una explicación de los fenómenos sociales, subordinándolos al factor económico”, y conducir a la niñez “a una nueva interpretación de la historia nacional”.
Su obra escrita es particularmente vasta, y muestra particular interés en la historia social y económica, especialmente de los grupos indígenas y la época colonial, apoyándose en documentos de archivos, lo cual destaca en una época en la que predominaban los estudios políticos y biográficos. En sus escritos introdujo la perspectiva marxista, dando particular énfasis a la influencia de la estructura productiva en el desarrollo de las sociedades.
Publicó las siguientes obras:
- Dirigió, compiló y editó la serie de 11 volúmenes de Documentos para la historia económica de México (1933-1936), mimeografiada por la Secretaría de la Economía Nacional. En ella se encuentran estudios pioneros en historia social y económica, como Cuadro de la situación económica novohispana en 1788 (vol. II, 1934), Los salarios y el trabajo durante el siglo XVIII (vol. III, 1934), Dictamen del virrey Revillagigedo sobre la Ordenanza de Intendentes de la Nueva España (vol. IV, 1934); Las cajas de las comunidades indígenas de la Nueva España (vol. V, 1934), Datos para la prehistoria del socialismo en México (vol. VI, 1935); Los repartimientos de indios de la Nueva España durante el siglo XVIII (vol. VII, 1935) y Orígenes del agrarismo en México (vol. IX, 1935).
- Antología de textos La libertad del comercio en la Nueva España en la segunda década del siglo XIX (1943), publicado en el vol. I del Archivo Histórico de Hacienda.
- Varios tomos del "Archivo Histórico Diplomático" de la Secretaría de Relaciones Exteriores
- Documentos para la historia económica de México (31 volúmenes), editados por el Banco Nacional de Crédito Agrícola, entre los que se encuentran: La crisis novohispana de 1784-1785 (vol. IV, s.f.), Alzate y la agronomía de la Nueva España (vol. VII, 1954), Papeles para la historia de la apicultura mexicana (vol. XIV, 1956), El cultivo de la vid en Nueva España (vol. XVII, 1956) y Breve historia agrícola de México en la época colonial (vol. XXI, 1958).

Entre sus obras de autoría individual se hallan:
- El sitio de Puebla en 1863 (1927),
- El sitio de Cuautla (1931),
- La civilización maya-quiché (1932),
- La civilización nahoa (1933),
- La industria de hilados y tejidos en México 1829-1842 (1933),
- Tres capítulos de historia diplomática. El hispanoamericanismo. La cuestión de Texas. Los límites entre México y Guatemala (1935),
- Revolución industrial, revolución política (1937),
- Historia económica y social de México. Ensayo de interpretación (1938)
- Historia de México. Época precortesiana (1939).

Numerosas de estas obras fueron reeditadas posteriormente.
Gran parte de su colección particular de libros y manuscritos se halla actualmente en la biblioteca y archivo del Centro de Estudios de Historia de México Carso.
Varias calles y escuelas públicas de diferentes niveles educativos llevan su nombre, notablemente en su natal Irapuato. Asimismo, portan su nombre las bibliotecas del Instituto de Investigaciones Histórico-Sociales de la Universidad Veracruzana, y del Instituto de Investigaciones Históricas de la Universidad Micboacana de San Nicolás Hidalgo.